# پروتیوین (آیووا)
پروتیوین (به انگلیسی: Protivin) شهری در ایالت آیووا کشور ایالات متحده آمریکا است که جمعیت آن در سرشماری سال ۲۰۱۰ میلادی، ۲۸۳ نفر بوده‌است.